# Chiesa di San Francesco d'Assisi a Mergellina
La chiesa dell'Immacolata Concezione, più nota come chiesa di San Francesco d'Assisi a Mergellina è una chiesa monumentale di Napoli ed è sita lungo il corso Vittorio Emanuele, nel quartiere Chiaia, in zona Mergellina.

## Storia e descrizione
Costruito su progetto dell'ingegnere Filippo Botta per i frati cappuccini a partire dal 1875 e completato nel 1879, l'edificio presenta una facciata di gusto eclettico, scandita, in senso verticale, da paraste che inquadrano bifore e nicchie, dove sono collocate le statue dell'Immacolata Concezione e di San Francesco. Alla sommità il prospetto è chiuso da una serie di archetti pensili.
L'interno, a pianta basilicale, è suddiviso in tre navate ed è chiuso da un'abside semicircolare. Si ammirano numerosi dipinti (alcuni dei quali preesistenti a questa chiesa e dunque provenienti da altri luoghi di culto).

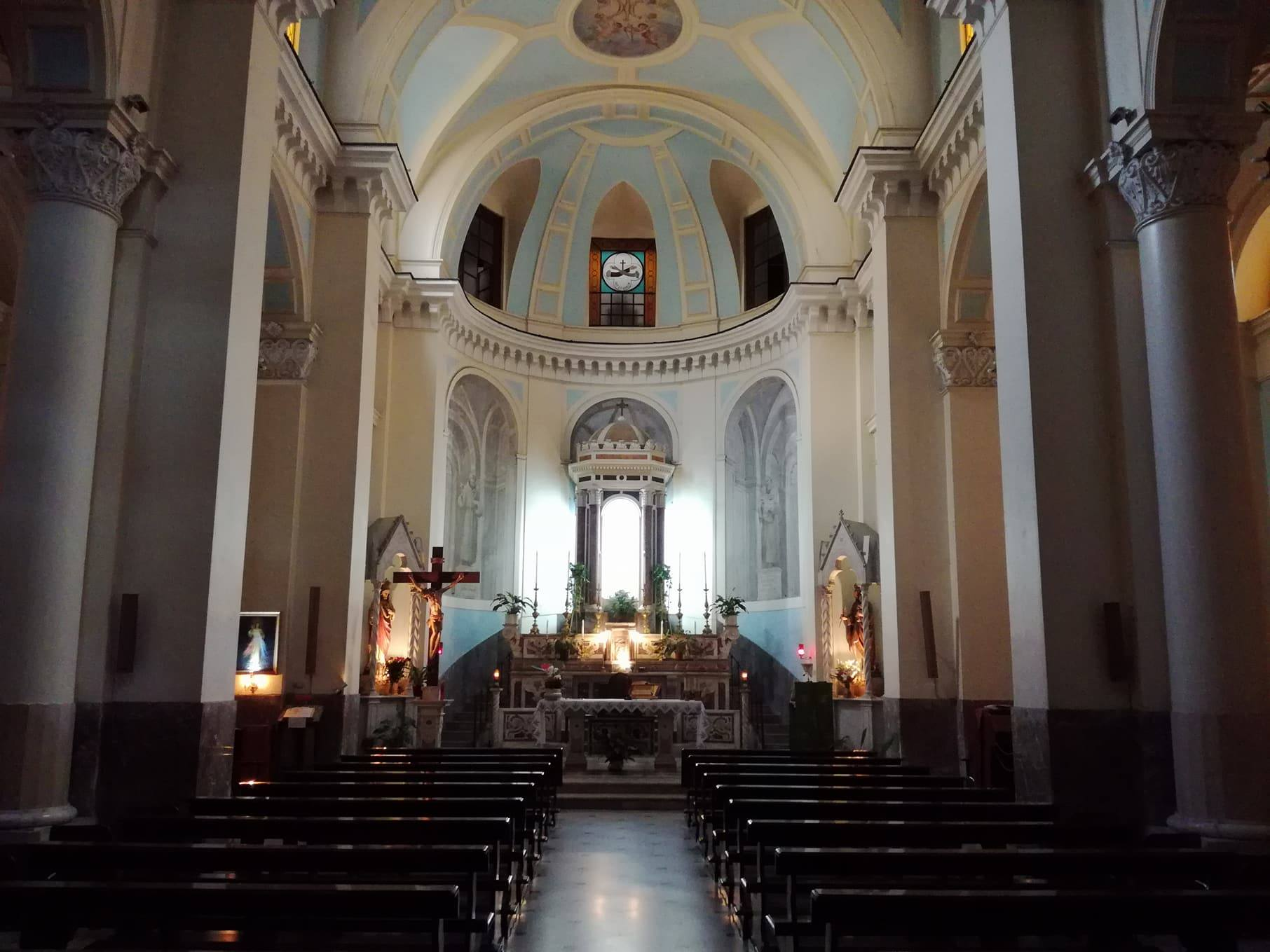
L'interno